# Чердынцево (Курганская область)
Чердынцево — село в Частоозерском районе Курганской области. Входит в состав Бутыринского сельсовета.

## История
До 1917 года входило в состав Бутыринской волости Ишимского уезда Тобольской губернии. По данным на 1926 год состояло из 138 хозяйств. В административном отношении являлась центром Чердынцевского сельсовета Частоозерского района Ишимского округа Уральской области.

## Население
| 1989 | 2002 | 2010 |
| ---- | ---- | ---- |
| 413  | ↘256 | ↘171 |

По данным переписи 1926 года в селе проживало 720 человек (351 мужчина и 369 женщин), в том числе: русские составляли 99 % населения.